# 赵存生 (少将)
赵存生（？—），男丶中國大陸政治人物丶軍事人物丶中共黨員
中國人民解放军少將軍階，曾任中國人民解放军驻澳门部队政治委员其后由許進林接任駐澳部隊政委 而趙氏調任广东省军区副政委  